# Alf Klingenberg
Alfred Klingenberg, detto Alf (Trondheim, 8 settembre 1867 – Østre Gausdal, 20 aprile 1944), è stato un pianista e compositore norvegese.

## Biografia
Alf Klingenberg, pianista norvegese e compositore di grande fama, fu il primo direttore della Eastman School of Music (1921-23). Gli successe il compositore Howard Hanson nel 1924. Klingenberg fondò il DKG Institute of Musical Art a Rochester nel 1912. Questa scuola sarebbe diventata in seguito la Eastman School of Music. George Eastman acquistò la scuola da Klingenberg nel 1919. Klingenberg era un amico di Jean Sibelius e assicurò al compositore una posizione nella facoltà durante la sua direzione.
Alf Klingenberg era il primo cugino di secondo grado del sindaco di Trondheim, Odd Sverressøn Klingenberg e nipote dell'ingegnere Johannes Benedictus Klingenberg.